# 어벤저 (2017년 영화)
《어벤저》(Vengeance: A Love Story)는 미국에서 제작된 자니 마틴 감독의 2017년 액션 스릴러, 범죄, 느와르 영화이다. 니콜라스 케이지 등이 주연으로 출연하였고 니콜라스 케이지 등이 제작에 참여하였다.

## 출연

### 주연
- 니콜라스 케이지
- 안나 허치슨
- 탈리타 베이트먼
- 데버러 카라 엉거
- 돈 존슨

### 조연
- 조슈아 마이켈
- 샬린 틸톤
- 디크란 툴레인
- 카라 플라워스
- 지미 곤잘레즈

## 기타
- 원작자: 조이스 캐롤 오츠
- 제작총괄: 해롤드 벡커
- 제작총괄: 패트리시아 이버리
- 제작총괄: 리처드 델 카스트로
- 미술: 케이티 맥시
- 의상: 페기 스탬퍼

## 개봉
이 영화는 영국에서 2017년 3월 27일 다이렉트 투 비디오로 개봉되었다. 미국에서는 2017년 9월 15일 필름라이즈를 통해 개봉되었다.